# Trichorhina bequaerti
Trichorhina bequaerti là một loài chân đều trong họ Platyarthridae. Loài này được Van Name miêu tả khoa học năm 1936.